# بيلويلا
بيلويلا هي بلدة، في أستراليا، تقع في كوينزلاند، هي عاصمة Shire of Banana ‏، بلغ عدد سكانها 5,758  نسمة وذلك حسب إحصائيات سنة 2016، رمزها البريدي هو 4715.

## المناخ
يظهر الجدول التالي التغييرات المناخية على مدار السنة لبيلويلا:
| البيانات المناخية لـبيلويلا       | البيانات المناخية لـبيلويلا | البيانات المناخية لـبيلويلا | البيانات المناخية لـبيلويلا | البيانات المناخية لـبيلويلا | البيانات المناخية لـبيلويلا | البيانات المناخية لـبيلويلا | البيانات المناخية لـبيلويلا | البيانات المناخية لـبيلويلا | البيانات المناخية لـبيلويلا | البيانات المناخية لـبيلويلا | البيانات المناخية لـبيلويلا | البيانات المناخية لـبيلويلا | البيانات المناخية لـبيلويلا |
| الشهر                             | يناير                       | فبراير                      | مارس                        | أبريل                       | مايو                        | يونيو                       | يوليو                       | أغسطس                       | سبتمبر                      | أكتوبر                      | نوفمبر                      | ديسمبر                      | المعدل السنوي               |
| --------------------------------- | --------------------------- | --------------------------- | --------------------------- | --------------------------- | --------------------------- | --------------------------- | --------------------------- | --------------------------- | --------------------------- | --------------------------- | --------------------------- | --------------------------- | --------------------------- |
| الدرجة القصوى °م (°ف)             | 43.1 (109.6)                | 41.0 (105.8)                | 42.4 (108.3)                | 36.1 (97.0)                 | 35.0 (95.0)                 | 30.2 (86.4)                 | 30.1 (86.2)                 | 34.5 (94.1)                 | 38.7 (101.7)                | 38.3 (100.9)                | 39.8 (103.6)                | 41.4 (106.5)                | 43.1 (109.6)                |
| متوسط درجة الحرارة الكبرى °م (°ف) | 33.5 (92.3)                 | 32.7 (90.9)                 | 32.0 (89.6)                 | 29.6 (85.3)                 | 26.2 (79.2)                 | 23.3 (73.9)                 | 23.2 (73.8)                 | 24.9 (76.8)                 | 28.1 (82.6)                 | 30.4 (86.7)                 | 31.8 (89.2)                 | 32.9 (91.2)                 | 29.0 (84.2)                 |
| متوسط درجة الحرارة الصغرى °م (°ف) | 19.7 (67.5)                 | 19.7 (67.5)                 | 17.7 (63.9)                 | 14.0 (57.2)                 | 9.9 (49.8)                  | 7.0 (44.6)                  | 5.5 (41.9)                  | 6.4 (43.5)                  | 9.8 (49.6)                  | 13.3 (55.9)                 | 16.4 (61.5)                 | 18.6 (65.5)                 | 13.2 (55.8)                 |
| أدنى درجة حرارة °م (°ف)           | 12.3 (54.1)                 | 12.3 (54.1)                 | 9.2 (48.6)                  | 0.8 (33.4)                  | −1.4 (29.5)                 | −2.8 (27.0)                 | −4.7 (23.5)                 | −3.3 (26.1)                 | −0.7 (30.7)                 | 2.6 (36.7)                  | 4.9 (40.8)                  | 8.7 (47.7)                  | −4.7 (23.5)                 |
| معدل هطول الأمطار مم (إنش)        | 98.1 (3.86)                 | 95.9 (3.78)                 | 61.2 (2.41)                 | 34.5 (1.36)                 | 39.3 (1.55)                 | 32.2 (1.27)                 | 28.1 (1.11)                 | 23.4 (0.92)                 | 25.5 (1.00)                 | 56.1 (2.21)                 | 75.6 (2.98)                 | 95.8 (3.77)                 | 665.7 (26.22)               |
| متوسط الأيام الممطرة (≥ 0.2mm)    | 7.8                         | 7.4                         | 5.9                         | 4.1                         | 3.9                         | 3.5                         | 3.6                         | 3.2                         | 3.1                         | 5.6                         | 6.5                         | 7.4                         | 62                          |
| المصدر: Bureau of Meteorology     |                             |                             |                             |                             |                             |                             |                             |                             |                             |                             |                             |                             |                             |

## أعلام
- بايل براون
- كوري أوتس
- زاك سميث